# Dorothea Richter

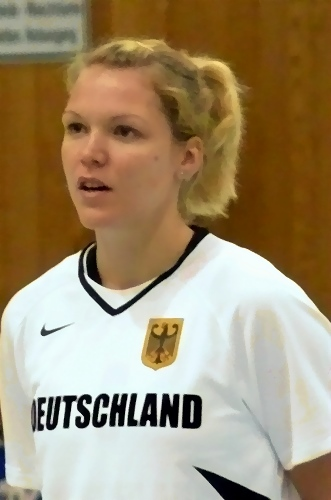
Dorothea Richter im Trikot der Nationalmannschaft (2007)

Dorothea Richter  (* 25. April 1983 in Halle (Saale)) ist eine ehemalige deutsche Basketballspielerin.

## Spielerlaufbahn
Richter spielte ab 1991 beim SV Halle. Im Jahr 2000 wurde sie mit dem Team Deutscher Meister in der B-Jugend und wechselte im selben Jahr zu ODB Recklinghausen. Dort wurde sie 2001 Deutscher Meister mit der U20. Zur Saison 2001 wechselte Richter zur BG Dorsten, die in der 1. Basketball-Bundesliga spielte.
Richter machte 2002 in Recklinghausen ihr Abitur, wurde im selben Jahr mit der U20 der BG Dorsten Vizemeister und im Folgejahr Deutscher Meister. Sie wurde auch in der Bundesligamannschaft eingesetzt und mit dem Team im Jahr 2004 Deutscher Pokalsieger. 2007 gab die BG Dorsten die Bundesligalizenz zurück und Richter wurde vereinslos.
Zur Saison 2007/2008 wechselte sie nach Italien zu Phard Napoli Basket Vomere und von dort zum ungarischen Erstligisten MiZo Pécs. Im Dezember 2008 kehrte Richter nach Deutschland zum damaligen Erstligisten New Basket ’92 Oberhausen zurück. In der folgenden Spielzeit wechselte sie zum TSV 1880 Wasserburg und zur Saison 2010/11 zu den Heli Girls Nördlingen Donau-Ries. 
2013 beendete Richter zunächst ihre Erstligakarriere und wurde Referentin für Nachwuchsleistungssport beim Deutschen Basketball Bund. 
Ab der Saison 2015/2016 spielte sie für den Turn-Klubb zu Hannover, mit dem sie Meister in der 2. Damen-Basketball-Bundesliga-Nord wurde und in die 1. Bundesliga aufstieg. Sie spielte bis April 2017.

### Nationalmannschaft
Ihre Nationalmannschaftskarriere begann am 14. Mai 2001 mit einem 70:64-Sieg in Riga gegen Lettland. Richter war Spielerin der deutschen Nationalmannschaft bei den Europameisterschaften 2005, 2007 und 2011. Insgesamt kam sie auf 159 Länderspiele; ihr letzter Einsatz war am 14. Juli 2012 beim EM-Qualifikationsspiel gegen Schweden in Wolfenbüttel.

## Nach der Spielerlaufbahn
Noch während ihrer Spielerzeit und danach betätigte sie sich beim TK Hannover als Koordinatorin der Bundesliga-Damen sowie als Jugendtrainerin. Im Januar 2019 übernahm sie übergangsweise das Traineramt beim Bundesligisten TK Hannover und übte dieses bis zum Saisonende 2018/19 aus.